# Pettibone
Pettibone és una població dels Estats Units a l'estat de Dakota del Nord. Segons el cens del 2000 tenia 50 habitants.

## Demografia
Segons el cens del 2000, Pettibone tenia 88 habitants, 42 habitatges, i 24 famílies. La densitat de població era de 188,8 hab./km².
Dels 42 habitatges en un 23,8% hi vivien nens de menys de 18 anys, en un 47,6% hi vivien parelles casades, en un 9,5% dones solteres, i en un 40,5% no eren unitats familiars. En el 35,7% dels habitatges hi vivien persones soles el 28,6% de les quals corresponia a persones de 65 anys o més que vivien soles. El nombre mitjà de persones vivint en cada habitatge era de 2,1 i el nombre mitjà de persones que vivien en cada família era de 2,76.
Per edats la població es repartia de la següent manera: un 21,6% tenia menys de 18 anys, un 1,1% entre 18 i 24, un 23,9% entre 25 i 44, un 28,4% de 45 a 60 i un 25% 65 anys o més.
L'edat mediana era de 48 anys. Per cada 100 dones de 18 o més anys hi havia 97,1 homes.
La renda mediana per habitatge era de 24.167 $ i la renda mediana per família de 25.625 $. Els homes tenien una renda mediana de 16.964 $ mentre que les dones 11.875 $. La renda per capita de la població era de 12.677 $. Entorn del 8,7% de les famílies i el 20,8% de la població estaven per davall del llindar de pobresa.

## Poblacions més properes
El següent diagrama mostra les poblacions més properes.